# Major League Soccer 2014
La temporada 2014 de la Major League Soccer (MLS) fue la 19.ª edición realizada de la primera división del fútbol en los Estados Unidos y Canadá. Empezó el 8 de marzo y concluyó el 7 de diciembre.
Los Angeles Galaxy conquistaron su quinto título de la MLS Cup tras ganar en el tiempo extra por 2-1 al cuadro del New England Revolution.

## Cambios
- A partir de esta temporada, el comité ejecutivo de la Concacaf aprobó el cambio de cupos de los clubes estadounidenses para la Concacaf Liga Campeones, uno de los 4 cupos otorgados, se cambió el cupo del subcampeón de la MLS Cup por el mejor equipo de la conferencia Este/Oeste en la temporada regular, opuesta al campeón de la MLS Supporters' Shield.[4]
- LifeVantage firmó como el nuevo patrocinador para la camiseta del Real Salt Lake.[5]
- Chivas USA fue vendido a los dirigentes de la Major League Soccer, a espera del nuevo nombre, escudo y propietarios para la temporada 2015.[6]
- Leidos firmó como el nuevo patrocinador para la camiseta del D.C. United.[7]
- Por primera vez en la historia de la liga, se implementará la regla del gol de visitante en los playoffs, es decir, sólo se usará después de los 90 minutos originales del partido de vuelta.[8]
- Ciao Telecom firmó como el primer y nuevo patrocinador para la camiseta del Colorado Rapids.[9]

## Información de los equipos
| Equipo                                       | Ciudad           | Entrenador      | Estadio                    | Aforo  | Patrocinador       | Marca  |
| -------------------------------------------- | ---------------- | --------------- | -------------------------- | ------ | ------------------ | ------ |
| Chicago Fire                                 | Bridgeview       | Frank Yallop    | Toyota Park                | 20 000 | Quaker             | Adidas |
| Chivas USA                                   | Carson           | Wilmer Cabrera  | StubHub Center             | 27 000 | Sin Patrocinador   | Adidas |
| Colorado Rapids                              | Commerce City    | Pablo Mastroeni | Dick's Sporting Goods Park | 19 680 | Ciao Telecom       | Adidas |
| Columbus Crew                                | Columbus         | Gregg Berhalter | Columbus Crew Stadium      | 20 145 | Barbasol           | Adidas |
| D.C. United                                  | Washington D. C. | Ben Olsen       | RFK Memorial Stadium       | 19 467 | Leidos             | Adidas |
| FC Dallas                                    | Frisco           | Óscar Pareja    | Toyota Stadium             | 21 193 | AdvoCare           | Adidas |
| Houston Dynamo                               | Houston          | Dominic Kinnear | BBVA Compass Stadium       | 22 000 | BHP Billiton       | Adidas |
| Los Angeles Galaxy                           | Carson           | Bruce Arena     | StubHub Center             | 27 000 | Herbalife          | Adidas |
| Montreal Impact                              | Montreal         | Frank Klopas    | Estadio Saputo             | 20 341 | Banco de Montreal  | Adidas |
| New England Revolution                       | Foxborough       | Jay Heaps       | Gillette Stadium           | 22 385 | UnitedHealth Group | Adidas |
| New York Red Bulls                           | Harrison         | Mike Petke      | Red Bull Arena             | 25 189 | Red Bull           | Adidas |
| Philadelphia Union                           | Chester          | Jim Curtin (I)  | PPL Park                   | 18 500 | Bimbo              | Adidas |
| Portland Timbers                             | Portland         | Caleb Porter    | Providence Park            | 20 438 | Alaska Airlines    | Adidas |
| Real Salt Lake                               | Sandy            | Jeff Cassar     | Rio Tinto Stadium          | 20 213 | LifeVantage        | Adidas |
| San Jose Earthquakes                         | Santa Clara      | Ian Russell (I) | Buck Shaw Stadium          | 10 525 | Sin Patrocinador   | Adidas |
| Seattle Sounders FC                          | Seattle          | Sigi Schmid     | CenturyLink Field          | 38 500 | Xbox               | Adidas |
| Sporting Kansas City                         | Kansas City      | Peter Vermes    | Sporting Park              | 18 467 | Ivy Funds          | Adidas |
| Toronto FC                                   | Toronto          | Greg Vanney     | BMO Field                  | 21 859 | Banco de Montreal  | Adidas |
| Vancouver Whitecaps                          | Vancouver        | Carl Robinson   | BC Place                   | 21 000 | Bell Canada        | Adidas |
| Datos actualizados al 16 de octubre de 2014. |                  |                 |                            |        |                    |        |

### Equipos porestadoyprovincia
Estados Unidos
| Estado           | N.º | Equipos                                               |
| ---------------- | --- | ----------------------------------------------------- |
| California       | 3   | Chivas USA, Los Angeles Galaxy y San Jose Earthquakes |
| Texas            | 2   | FC Dallas y Houston Dynamo                            |
| Colorado         | 1   | Colorado Rapids                                       |
| Illinois         | 1   | Chicago Fire                                          |
| Kansas           | 1   | Sporting Kansas City                                  |
| Massachusetts    | 1   | New England Revolution                                |
| Nueva Jersey     | 1   | New York Red Bulls                                    |
| Ohio             | 1   | Columbus Crew                                         |
| Oregón           | 1   | Portland Timbers                                      |
| Pensilvania      | 1   | Philadelphia Union                                    |
| Utah             | 1   | Real Salt Lake                                        |
| Washington       | 1   | Seattle Sounders FC                                   |
| Washington D. C. | 1   | D.C. United                                           |

Canadá
| Provincia          | N.º | Equipos             |
| ------------------ | --- | ------------------- |
| Columbia Británica | 1   | Vancouver Whitecaps |
| Ontario            | 1   | Toronto FC          |
| Quebec             | 1   | Montreal Impact     |

### Cambios de entrenadores
Pretemporada
| Club                | Entrenador saliente    | Fecha de salida         | Reemplazado por | Fecha de llegada        |
| ------------------- | ---------------------- | ----------------------- | --------------- | ----------------------- |
| FC Dallas           | Schellas Hyndman       | 26 de octubre de 2013   | Óscar Pareja    | 10 de enero de 2014     |
| Vancouver Whitecaps | Martin Rennie          | 29 de octubre de 2013   | Carl Robinson   | 16 de diciembre de 2013 |
| Chicago Fire        | Frank Klopas           | 30 de octubre de 2013   | Frank Yallop    | 31 de octubre de 2013   |
| Columbus Crew       | Brian Bliss (interino) | 6 de noviembre de 2013  | Gregg Berhalter | 6 de noviembre de 2013  |
| Chivas USA          | José Luis Real         | 25 de noviembre de 2013 | Wilmer Cabrera  | 9 de enero de 2014      |
| Real Salt Lake      | Jason Kreis            | 10 de diciembre de 2013 | Jeff Cassar     | 18 de diciembre de 2013 |
| Montreal Impact     | Marco Schällibaum      | 18 de diciembre de 2013 | Frank Klopas    | 18 de diciembre de 2013 |
| Colorado Rapids     | Óscar Pareja           | 10 de enero de 2014     | Pablo Mastroeni | 8 de marzo de 2014      |

Temporada
| Club                 | Entrenador saliente | Fecha de salida       | Reemplazado por        | Fecha de llegada      |
| -------------------- | ------------------- | --------------------- | ---------------------- | --------------------- |
| Philadelphia Union   | John Hackworth      | 10 de junio de 2014   | Jim Curtin (interino)  | 10 de junio de 2014   |
| Toronto FC           | Ryan Nelsen         | 31 de agosto de 2014  | Greg Vanney            | 31 de agosto de 2014  |
| San Jose Earthquakes | Mark Watson         | 15 de octubre de 2014 | Ian Russell (interino) | 15 de octubre de 2014 |

## Posiciones
- Actualizado el 27 de octubre de 2014.

### Conferencia Este
|  | Pos. | Equipos                | PJ | G  | E  | P  | GF | GC | Dif. | Pts. |
|  | ---- | ---------------------- | -- | -- | -- | -- | -- | -- | ---- | ---- |
|  | 1    | D.C. United            | 34 | 17 | 8  | 9  | 52 | 37 | +15  | 59   |
|  | 2    | New England Revolution | 34 | 17 | 4  | 13 | 51 | 46 | +5   | 55   |
|  | 3    | Columbus Crew          | 34 | 14 | 10 | 10 | 52 | 42 | +10  | 52   |
|  | 4    | New York Red Bulls     | 34 | 13 | 11 | 10 | 55 | 50 | +5   | 50   |
|  | 5    | Sporting Kansas City   | 34 | 14 | 7  | 13 | 48 | 41 | +7   | 49   |
|  | 6    | Philadelphia Union     | 34 | 10 | 12 | 12 | 51 | 51 | 0    | 42   |
|  | 7    | Toronto FC             | 34 | 11 | 8  | 15 | 44 | 54 | -10  | 41   |
|  | 8    | Houston Dynamo         | 34 | 11 | 6  | 17 | 39 | 58 | -19  | 39   |
|  | 9    | Chicago Fire           | 34 | 6  | 18 | 10 | 41 | 51 | -10  | 36   |
|  | 10   | Montreal Impact        | 34 | 6  | 10 | 18 | 38 | 58 | -20  | 28   |

     Clasifica a los playoffs 2014.

     Clasifica a los playoffs 2014 (Primera ronda).

### Conferencia Oeste
|  | Pos. | Equipos              | PJ | G  | E  | P  | GF | GC | Dif. | Pts. |
|  | ---- | -------------------- | -- | -- | -- | -- | -- | -- | ---- | ---- |
|  | 1    | Seattle Sounders FC  | 34 | 20 | 4  | 10 | 65 | 50 | +15  | 64   |
|  | 2    | Los Angeles Galaxy   | 34 | 17 | 10 | 7  | 69 | 37 | +32  | 61   |
|  | 3    | Real Salt Lake       | 34 | 15 | 11 | 8  | 54 | 39 | +15  | 56   |
|  | 4    | FC Dallas            | 34 | 16 | 6  | 12 | 55 | 45 | +10  | 54   |
|  | 5    | Vancouver Whitecaps  | 34 | 12 | 14 | 8  | 42 | 40 | +2   | 50   |
|  | 6    | Portland Timbers     | 34 | 12 | 13 | 9  | 61 | 52 | +9   | 49   |
|  | 7    | Chivas USA           | 34 | 9  | 6  | 19 | 29 | 61 | -32  | 33   |
|  | 8    | Colorado Rapids      | 34 | 8  | 8  | 18 | 43 | 62 | -19  | 32   |
|  | 9    | San Jose Earthquakes | 34 | 6  | 12 | 16 | 35 | 50 | -15  | 30   |

     Clasifica a los playoffs 2014.

     Clasifica a los playoffs 2014 (Primera ronda).

### Tabla general
|  | Pos. | Equipos                | PJ | G  | E  | P  | GF | GC | Dif. | Pts. |
|  | ---- | ---------------------- | -- | -- | -- | -- | -- | -- | ---- | ---- |
|  | 1    | Seattle Sounders FC    | 34 | 20 | 4  | 10 | 65 | 50 | +15  | 64   |
|  | 2    | Los Angeles Galaxy     | 34 | 17 | 10 | 7  | 69 | 37 | +32  | 61   |
|  | 3    | D.C. United            | 34 | 17 | 8  | 9  | 52 | 37 | +15  | 59   |
|  | 4    | Real Salt Lake         | 34 | 15 | 11 | 8  | 54 | 39 | +15  | 56   |
|  | 5    | New England Revolution | 34 | 17 | 4  | 13 | 51 | 46 | +5   | 55   |
|  | 6    | FC Dallas              | 34 | 16 | 6  | 12 | 55 | 45 | +10  | 54   |
|  | 7    | Columbus Crew          | 34 | 14 | 10 | 10 | 52 | 42 | +10  | 52   |
|  | 8    | New York Red Bulls     | 34 | 13 | 11 | 10 | 55 | 50 | +5   | 50   |
|  | 9    | Vancouver Whitecaps    | 34 | 12 | 14 | 8  | 42 | 40 | +2   | 50   |
|  | 10   | Sporting Kansas City   | 34 | 14 | 7  | 13 | 48 | 41 | +7   | 49   |
|  | 11   | Portland Timbers       | 34 | 12 | 13 | 9  | 61 | 52 | +9   | 49   |
|  | 12   | Philadelphia Union     | 34 | 10 | 12 | 12 | 51 | 51 | 0    | 42   |
|  | 13   | Toronto FC             | 34 | 11 | 8  | 15 | 44 | 54 | -10  | 41   |
|  | 14   | Houston Dynamo         | 34 | 11 | 6  | 17 | 39 | 58 | -19  | 39   |
|  | 15   | Chicago Fire           | 34 | 6  | 18 | 10 | 41 | 51 | -10  | 36   |
|  | 16   | Chivas USA             | 34 | 9  | 6  | 19 | 29 | 61 | -32  | 33   |
|  | 17   | Colorado Rapids        | 34 | 8  | 8  | 18 | 43 | 62 | -19  | 32   |
|  | 18   | San Jose Earthquakes   | 34 | 6  | 12 | 16 | 35 | 50 | -15  | 30   |
|  | 19   | Montreal Impact        | 34 | 6  | 10 | 18 | 38 | 58 | -20  | 28   |

     MLS Supporters' Shield 2014 y clasificado a la Concacaf Liga Campeones 2015-16.

     Clasificado a la Concacaf Liga Campeones 2015-16 como subcampeones del Supporters' Shield.

     Clasificado a la Concacaf Liga Campeones 2015-16 por tener el mejor desempeño (mayor cantidad de puntos) en su conferencia, opuesta al ganador de la MLS Supporters' Shield.

     Clasificado a la Concacaf Liga Campeones 2015-16 por ser el mejor club canadiense en la temporada regular.

## Playoffs
|  | Primera ronda |                      |   |  |
|  |               |                      |   |  |
|  | E4            | New York Red Bulls   | 2 |  |
|  | E4            | New York Red Bulls   | 2 |  |
|  | E5            | Sporting Kansas City | 1 |  |
|  | E5            | Sporting Kansas City | 1 |  |

|  | Primera ronda |                     |   |  |
|  |               |                     |   |  |
|  | O4            | FC Dallas           | 2 |  |
|  | O4            | FC Dallas           | 2 |  |
|  | O5            | Vancouver Whitecaps | 1 |  |
|  | O5            | Vancouver Whitecaps | 1 |  |

|  | Semifinales de conferencia | Semifinales de conferencia | Semifinales de conferencia | Semifinales de conferencia |   |    | Finales de conferencia | Finales de conferencia | Finales de conferencia | Finales de conferencia |  |    | MLS Cup                | MLS Cup | MLS Cup |  |
|  |                            |                            |                            |                            |   |    |                        |                        |                        |                        |  |    |                        |         |         |  |
|  |                            |                            |                            |                            |   |    |                        |                        |                        |                        |  |    |                        |         |         |  |
|  | E1                         | D.C. United                | 0                          | 2                          |   |    |                        |                        |                        |                        |  |    |                        |         |         |  |
|  | E1                         | D.C. United                | 0                          | 2                          |   |    |                        |                        |                        |                        |  |    |                        |         |         |  |
|  | E4                         | New York Red Bulls         | 2                          | 1                          |   |    |                        |                        |                        |                        |  |    |                        |         |         |  |
|  | E4                         | New York Red Bulls         | 2                          | 1                          |   | E4 | New York Red Bulls     | 1                      | 2                      |                        |  |    |                        |         |         |  |
|  | Conferencia Este           |                            |                            |                            |   | E4 | New York Red Bulls     | 1                      | 2                      |                        |  |    |                        |         |         |  |
|  |                            |                            | E2                         | New England Revolution     | 2 | 2  |                        |                        |                        |                        |  |    |                        |         |         |  |
|  | E2                         | New England Revolution     | E2                         | New England Revolution     | 2 | 2  | 4                      | 3                      |                        |                        |  |    |                        |         |         |  |
|  | E2                         | New England Revolution     |                            |                            |   |    |                        |                        |                        |                        |  |    |                        |         |         |  |
|  | E3                         | Columbus Crew              | 2                          | 1                          |   |    |                        |                        |                        |                        |  |    |                        |         |         |  |
|  | E3                         | Columbus Crew              | 2                          | 1                          |   |    |                        |                        |                        |                        |  | E2 | New England Revolution | 1       |         |  |
|  |                            |                            |                            |                            |   |    |                        |                        |                        |                        |  | E2 | New England Revolution | 1       |         |  |
|  |                            |                            | O2                         | Los Angeles Galaxy (t.s.)  | 2 |    |                        |                        |                        |                        |  |    |                        |         |         |  |
|  | O1                         | Seattle Sounders FC (v)    | O2                         | Los Angeles Galaxy (t.s.)  | 2 | 1  | 0                      |                        |                        |                        |  |    |                        |         |         |  |
|  | O1                         | Seattle Sounders FC (v)    |                            |                            |   |    |                        |                        |                        |                        |  |    |                        |         |         |  |
|  | O4                         | FC Dallas                  | 1                          | 0                          |   |    |                        |                        |                        |                        |  |    |                        |         |         |  |
|  | O4                         | FC Dallas                  | 1                          | 0                          |   | O1 | Seattle Sounders FC    | 0                      | 2                      |                        |  |    |                        |         |         |  |
|  | Conferencia Oeste          |                            |                            |                            |   | O1 | Seattle Sounders FC    | 0                      | 2                      |                        |  |    |                        |         |         |  |
|  |                            |                            | O2                         | Los Angeles Galaxy (v)     | 1 | 1  |                        |                        |                        |                        |  |    |                        |         |         |  |
|  | O2                         | Los Angeles Galaxy         | O2                         | Los Angeles Galaxy (v)     | 1 | 1  | 0                      | 5                      |                        |                        |  |    |                        |         |         |  |
|  | O2                         | Los Angeles Galaxy         |                            |                            |   |    |                        |                        |                        |                        |  |    |                        |         |         |  |
|  | O3                         | Real Salt Lake             | 0                          | 0                          |   |    |                        |                        |                        |                        |  |    |                        |         |         |  |
|  | O3                         | Real Salt Lake             | 0                          | 0                          |   |    |                        |                        |                        |                        |  |    |                        |         |         |  |
|  |                            |                            |                            |                            |   |    |                        |                        |                        |                        |  |    |                        |         |         |  |

### Ronda preliminar (Primera Ronda)
Conferencia Este
| 30 de octubre de 2014, 20:00 (UTC-4) | New York Red Bulls      | 2:1 (0:0) | Sporting Kansas City | Red Bull Arena, Harrison, Nueva Jersey                         |                                                                |
|                                      | Wright-Phillips 77' 90' | Reporte   | Dwyer 53'            | Asistencia: 15.518 espectadores Árbitro(s): Armando Villarreal | Asistencia: 15.518 espectadores Árbitro(s): Armando Villarreal |

Conferencia Oeste
| 29 de octubre de 2014, 20:00 (UTC-5) | FC Dallas                        | 2:1 (1:0) | Vancouver Whitecaps | Toyota Stadium, Frisco, Texas                           |                                                         |
|                                      | Akindele 40' · Michel 84' (pen.) | Reporte   | Hurtado 64'         | Asistencia: 10.279 espectadores Árbitro(s): Mark Geiger | Asistencia: 10.279 espectadores Árbitro(s): Mark Geiger |

### Semifinales de conferencia
Conferencia Este
| 2 de noviembre de 2014, 16:00 (UTC-5) | New York Red Bulls                  | 2:0 (1:0) | D.C. United | Red Bull Arena, Harrison, Nueva Jersey                      |                                                             |
|                                       | Wright-Phillips 40' · Luyindula 73' | Reporte   |             | Asistencia: 18.054 espectadores Árbitro(s): Hilario Grajeda | Asistencia: 18.054 espectadores Árbitro(s): Hilario Grajeda |

| 8 de noviembre de 2014, 14:30 (UTC-5) | D.C. United                 | 2:1 (1:0) | New York Red Bulls | RFK Memorial Stadium, Washington D. C.                    |                                                           |
|                                       | DeLeon 37' · Franklin 90+1' | Reporte   | Luyindula 57'      | Asistencia: 20.187 espectadores Árbitro(s): Ismail Elfath | Asistencia: 20.187 espectadores Árbitro(s): Ismail Elfath |

| 1 de noviembre de 2014, 16:00 (UTC-4) | Columbus Crew                    | 2:4 (0:1) | New England Revolution                    | Columbus Crew Stadium, Columbus, Ohio                   |                                                         |
|                                       | Meram 64' · Higuaín 90+4' (pen.) | Reporte   | Davies 34' 78' · Tierney 51' · Nguyen 70' | Asistencia: 9.040 espectadores Árbitro(s): Drew Fischer | Asistencia: 9.040 espectadores Árbitro(s): Drew Fischer |

| 9 de noviembre de 2014, 17:00 (UTC-5) | New England Revolution                   | 3:1 (1:0) | Columbus Crew | Gillette Stadium, Foxborough, Massachusetts                    |                                                                |
|                                       | Nguyen 43' · Gonçalves 55' · Bunbury 77' | Reporte   | Tchani 69'    | Asistencia: 20.184 espectadores Árbitro(s): Armando Villarreal | Asistencia: 20.184 espectadores Árbitro(s): Armando Villarreal |

Conferencia Oeste
| 2 de noviembre de 2014, 20:00 (UTC-6) | FC Dallas         | 1:1 (1:0) | Seattle Sounders FC | Toyota Stadium, Frisco, Texas                             |                                                           |
|                                       | Michel 34' (pen.) | Reporte   | Alonso 54'          | Asistencia: 16.112 espectadores Árbitro(s): Allen Chapman | Asistencia: 16.112 espectadores Árbitro(s): Allen Chapman |

| 10 de noviembre de 2014, 19:30 (UTC-8) | Seattle Sounders FC | 0:0     | FC Dallas | CenturyLink Field, Seattle, Washington                       |                                                              |
|                                        |                     | Reporte |           | Asistencia: 38.912 espectadores Árbitro(s): Baldomero Toledo | Asistencia: 38.912 espectadores Árbitro(s): Baldomero Toledo |

| 1 de noviembre de 2014, 18:00 (UTC-6) | Real Salt Lake | 0:0     | Los Angeles Galaxy | Rio Tinto Stadium, Sandy, Utah                              |                                                             |
|                                       |                | Reporte |                    | Asistencia: 20.713 espectadores Árbitro(s): Silviu Petrescu | Asistencia: 20.713 espectadores Árbitro(s): Silviu Petrescu |

| 9 de noviembre de 2014, 16:30 (UTC-8) | Los Angeles Galaxy                           | 5:0 (2:0) | Real Salt Lake | Stubhub Center, Carson, California                       |                                                          |
|                                       | Donovan 10' 54' 72' · Keane 20' · Sarvas 63' | Reporte   |                | Asistencia: 27.000 espectadores Árbitro(s): Jair Marrufo | Asistencia: 27.000 espectadores Árbitro(s): Jair Marrufo |

### Finales de conferencia
Conferencia Este
| 23 de noviembre de 2014, 13:30 (UTC-5) | New York Red Bulls  | 1:2 (1:1) | New England Revolution  | Red Bull Arena, Harrison, Nueva Jersey                    |                                                           |
|                                        | Wright-Phillips 27' | Reporte   | Bunbury 17' · Jones 85' | Asistencia: 25.000 espectadores Árbitro(s): Allen Chapman | Asistencia: 25.000 espectadores Árbitro(s): Allen Chapman |

| 29 de noviembre de 2014, 15:00 (UTC-5) | New England Revolution | 2:2 (1:1) | New York Red Bulls         | Gillette Stadium, Foxborough, Massachusetts                  |                                                              |
|                                        | Davies 41' 70'         | Reporte   | Cahill 26' · Luyindula 52' | Asistencia: 32.968 espectadores Árbitro(s): Baldomero Toledo | Asistencia: 32.968 espectadores Árbitro(s): Baldomero Toledo |

Conferencia Oeste
| 23 de noviembre de 2014, 14:00 (UTC-8) | Los Angeles Galaxy | 1:0 (0:0) | Seattle Sounders FC | Stubhub Center, Carson, California                      |                                                         |
|                                        | Sarvas 52'         | Reporte   |                     | Asistencia: 27.000 espectadores Árbitro(s): Kevin Stott | Asistencia: 27.000 espectadores Árbitro(s): Kevin Stott |

| 30 de noviembre de 2014, 18:00 (UTC-8) | Seattle Sounders FC     | 2:1 (2:0) | Los Angeles Galaxy | CenturyLink Field, Seattle, Washington                   |                                                          |
|                                        | Evans 26' · Dempsey 32' | Reporte   | Juninho 54'        | Asistencia: 46.758 espectadores Árbitro(s): Jair Marrufo | Asistencia: 46.758 espectadores Árbitro(s): Jair Marrufo |

### MLS Cup 2014
| 7 de diciembre de 2014, 12:00 (UTC-8) | Los Angeles Galaxy      | 2:1 (1:1, 0:0) (t. s.) | New England Revolution | StubHub Center, Carson, California                      |                                                         |
|                                       | Zardes 52' · Keane 111' | Reporte                | Tierney 79'            | Asistencia: 27.000 espectadores Árbitro(s): Mark Geiger | Asistencia: 27.000 espectadores Árbitro(s): Mark Geiger |

|                                       |
|                                       |
| Campeón Los Angeles Galaxy 5.º título |

## Estadísticas

### Goleadores
| Bradley Wright-Phillips                     | New York Red Bulls     | 27 | 32 |
| Dom Dwyer                                   | Sporting Kansas City   | 22 | 33 |
| Robbie Keane                                | Los Angeles Galaxy     | 19 | 29 |
| Lee Nguyen                                  | New England Revolution | 18 | 32 |
| Obafemi Martins                             | Seattle Sounders FC    | 17 | 31 |
| Gyasi Zardes                                | Los Angeles Galaxy     | 16 | 32 |
| Clint Dempsey                               | Seattle Sounders FC    | 15 | 26 |
| Erick Torres                                | Chivas USA             | 15 | 29 |
| Última actualización: 27 de octubre de 2014 |                        |    |    |

### Asistencias
| Landon Donovan                              | Los Angeles Galaxy  | 19 | 31 |
| Diego Valeri                                | Portland Timbers    | 14 | 33 |
| Robbie Keane                                | Los Angeles Galaxy  | 14 | 29 |
| Thierry Henry                               | New York Red Bulls  | 14 | 30 |
| Obafemi Martins                             | Seattle Sounders FC | 13 | 31 |
| Javier Morales                              | Real Salt Lake      | 12 | 30 |
| Pedro Morales                               | Vancouver Whitecaps | 12 | 33 |
| Brad Davis                                  | Houston Dynamo      | 11 | 25 |
| Última actualización: 31 de octubre de 2014 |                     |    |    |

### Hat-tricks
| Fecha     | Jugador                 | Goles                | Local                | Resultado | Visitante           | Semana                     |
| --------- | ----------------------- | -------------------- | -------------------- | --------- | ------------------- | -------------------------- |
| 5/4/2014  | Clint Dempsey           | 24' · 85' · 87' (P)  | Portland Timbers     | 4 – 4     | Seattle Sounders FC | Semana 5                   |
| 23/4/2014 | Bradley Wright-Phillips | 12' · 24' · 86'      | New York Red Bulls   | 4 – 0     | Houston Dynamo      | Semana 8                   |
| 10/5/2014 | Harry Shipp             | 4' · 53' · 58'       | New York Red Bulls   | 4 – 5     | Chicago Fire        | Semana 10                  |
| 10/5/2014 | Bradley Wright-Phillips | 39' · 67' · 78' (P)  | New York Red Bulls   | 4 – 5     | Chicago Fire        | Semana 10                  |
| 11/5/2014 | Javier Morales          | 1' · 17' · 89' (P)   | Houston Dynamo       | 2 – 5     | Real Salt Lake      | Semana 10                  |
| 11/6/2014 | Luis Silva              | 6' · 39' · 45+5' (P) | Montreal Impact      | 2 – 4     | D.C. United         | Semana 15                  |
| 16/8/2014 | Tesho Akindele          | 43' · 58' · 86'      | San Jose Earthquakes | 0 – 5     | FC Dallas           | Semana 23                  |
| 20/9/2014 | Bradley Wright-Phillips | 1' · 54' · 56'       | New York Red Bulls   | 4 – 1     | Seattle Sounders FC | Semana 28                  |
| 9/11/2014 | Landon Donovan          | 10' · 54' · 72'      | Los Angeles Galaxy   | 5 – 0     | Real Salt Lake      | Semifinales de conferencia |

### Otros datos
- Equipo con mayor cantidad de partidos invicto: 12 partidos.
  - Real Salt Lake (8 de marzo - 24 de mayo).

- Equipo con mayor cantidad de partidos sin ganar: 15 partidos.
  - San Jose Earthquakes (28 de agosto - 26 de octubre).

- Equipo con más partidos ganados consecutivos: 5 partidos.
  - Seattle Sounders FC (12 de abril - 7 de mayo).
  - New England Revolution (26 de abril - 24 de mayo).
  - New England Revolution (23 de agosto - 13 de septiembre).
  - Los Angeles Galaxy (20 de agosto - 5 de septiembre).

- Equipo con más partidos perdidos consecutivos: 8 partidos.
  - New England Revolution (31 de mayo - 26 de julio).

- Más goles en un partido: 9 goles. 
  - New York Red Bulls 4 - 5 Chicago Fire (10 de mayo).

- Mayor goleada de local:
  - Los Angeles Galaxy 6 - 0 Colorado Rapids (5 de septiembre).

- Mayor goleada de visitante:
  - San Jose Earthquakes 0 - 5 FC Dallas (16 de agosto).

## Premios y reconocimientos

### Jugador de la semana
| Semana    | Futbolista              | Equipo                 |
| --------- | ----------------------- | ---------------------- |
| Semana 1  | Nick Rimando            | Real Salt Lake         |
| Semana 2  | Jermain Defoe           | Toronto FC             |
| Semana 3  | Bernardo Añor           | Columbus Crew          |
| Semana 4  | Graham Zusi             | Sporting Kansas City   |
| Semana 5  | Clint Dempsey           | Seattle Sounders FC    |
| Semana 6  | Clint Dempsey           | Seattle Sounders FC    |
| Semana 7  | Nick Rimando            | Real Salt Lake         |
| Semana 8  | Bradley Wright-Phillips | New York Red Bulls     |
| Semana 9  | Joao Plata              | Real Salt Lake         |
| Semana 10 | Harry Shipp             | Chicago Fire           |
| Semana 11 | Federico Higuaín        | Columbus Crew          |
| Semana 12 | Landon Donovan          | Los Angeles Galaxy     |
| Semana 13 | Deshorn Brown           | Colorado Rapids        |
| Semana 14 | Fanendo Adi             | Portland Timbers       |
| Semana 15 | Luis Silva              | D.C. United            |
| Semana 16 | Jack McInerney          | Montreal Impact        |
| Semana 17 | Erick Torres            | Chivas USA             |
| Semana 18 | Thierry Henry           | New York Red Bulls     |
| Semana 19 | Benny Feilhaber         | Sporting Kansas City   |
| Semana 20 | Yannick Djaló           | San Jose Earthquakes   |
| Semana 21 | Robbie Keane            | Los Angeles Galaxy     |
| Semana 22 | Chris Schuler           | Real Salt Lake         |
| Semana 23 | Tesho Akindele          | FC Dallas              |
| Semana 24 | Obafemi Martins         | Seattle Sounders FC    |
| Semana 25 | Landon Donovan          | Los Angeles Galaxy     |
| Semana 26 | Landon Donovan          | Los Angeles Galaxy     |
| Semana 27 | Blas Pérez              | FC Dallas              |
| Semana 28 | Bradley Wright-Phillips | New York Red Bulls     |
| Semana 29 | Landon Donovan          | Los Angeles Galaxy     |
| Semana 30 | Sebastián Fernández     | Vancouver Whitecaps    |
| Semana 31 | Diego Valeri            | Portland Timbers       |
| Semana 32 | Lee Nguyen              | New England Revolution |
| Semana 33 | Marco Pappa             | Seattle Sounders FC    |

### Gol de la semana
| Semana    | Futbolista          | Equipo                 |
| --------- | ------------------- | ---------------------- |
| Semana 1  | Sebastián Fernández | Vancouver Whitecaps    |
| Semana 2  | Kyle Beckerman      | Real Salt Lake         |
| Semana 3  | Fabián Castillo     | FC Dallas              |
| Semana 4  | Dom Dwyer           | Sporting Kansas City   |
| Semana 5  | José Mari           | Colorado Rapids        |
| Semana 6  | Clint Dempsey       | Seattle Sounders FC    |
| Semana 7  | Obafemi Martins     | Seattle Sounders FC    |
| Semana 8  | Obafemi Martins     | Seattle Sounders FC    |
| Semana 9  | Gastón Fernández    | Portland Timbers       |
| Semana 10 | Javier Morales      | Real Salt Lake         |
| Semana 11 | Obafemi Martins     | Seattle Sounders FC    |
| Semana 12 | Erik Hurtado        | Vancouver Whitecaps    |
| Semana 13 | Will Johnson        | Portland Timbers       |
| Semana 14 | Fabián Castillo     | FC Dallas              |
| Semana 15 | Sin ganador         | Sin ganador            |
| Semana 16 | Jack McInerney      | Montreal Impact        |
| Semana 17 | Erick Torres        | Chivas USA             |
| Semana 18 | Deshorn Brown       | Colorado Rapids        |
| Semana 19 | Diego Valeri        | Portland Timbers       |
| Semana 20 | Graham Zusi         | Sporting Kansas City   |
| Semana 21 | Dax McCarty         | New York Red Bulls     |
| Semana 22 | Diego Valeri        | Portland Timbers       |
| Semana 23 | Dillon Serna        | Colorado Rapids        |
| Semana 24 | Obafemi Martins     | Seattle Sounders FC    |
| Semana 25 | Clint Dempsey       | Seattle Sounders FC    |
| Semana 26 | Thierry Henry       | New York Red Bulls     |
| Semana 27 | Lamar Neagle        | Seattle Sounders FC    |
| Semana 28 | Diego Valeri        | Portland Timbers       |
| Semana 29 | Obafemi Martins     | Seattle Sounders FC    |
| Semana 30 | Marco Pappa         | Seattle Sounders FC    |
| Semana 31 | Graham Zusi         | Sporting Kansas City   |
| Semana 32 | Lee Nguyen          | New England Revolution |
| Semana 33 | Kyle Beckerman      | Real Salt Lake         |

### JugadorEtihad Airwaysdel mes
| Mes        | Futbolista      | Equipo                 |
| ---------- | --------------- | ---------------------- |
| Marzo      | Mauro Díaz      | FC Dallas              |
| Abril      | Clint Dempsey   | Seattle Sounders FC    |
| Mayo       | Dom Dwyer       | Sporting Kansas City   |
| Junio      | Eric Kronberg   | Sporting Kansas City   |
| Julio      | Benny Feilhaber | Sporting Kansas City   |
| Agosto     | Landon Donovan  | Los Angeles Galaxy     |
| Septiembre | Obafemi Martins | Seattle Sounders FC    |
| Octubre    | Lee Nguyen      | New England Revolution |

### Premios anuales
| Premio                    | Ganador                 | Equipo              |
| ------------------------- | ----------------------- | ------------------- |
| Jugador Más Valioso       | Robbie Keane            | Los Angeles Galaxy  |
| Bota de Oro               | Bradley Wright-Phillips | New York Red Bulls  |
| Entrenador del año        | Ben Olsen               | D.C. United         |
| Portero del año           | Bill Hamid              | D.C. United         |
| Defensa del año           | Chad Marshall           | Seattle Sounders FC |
| Novato del año            | Tesho Akindele          | FC Dallas           |
| Contratación del año      | Pedro Morales           | Vancouver Whitecaps |
| Atajada del año           | Luis Robles             | New York Red Bulls  |
| Gol del año               | Obafemi Martins         | Seattle Sounders FC |
| Espírirtu de superación   | Rodney Wallace          | Portland Timbers    |
| Fair Play                 | Philadelphia Union      | Philadelphia Union  |
| Fair Play individual      | Michael Parkhurst       | Columbus Crew       |
| Humanitario del año       | A.J. DeLaGarza          | Los Angeles Galaxy  |
| Árbitro del año           | Mark Geiger             | Mark Geiger         |
| Árbitro asistente del año | Paul Scott              | Paul Scott          |

### Equipo ideal de la temporada
El 2 de diciembre se anunció el equipo ideal de la temporada (denominada MLS Best XI), que reconoce a los 11 mejores jugadores de la Major League Soccer.
| Pos. | Futbolista              | Equipo                 |
| ---- | ----------------------- | ---------------------- |
| POR  | Bill Hamid              | D.C. United            |
| DEF  | Chad Marshall           | Seattle Sounders FC    |
| DEF  | Bobby Boswell           | D.C. United            |
| DEF  | Omar González           | Los Angeles Galaxy     |
| MED  | Lee Nguyen              | New England Revolution |
| MED  | Landon Donovan          | Los Angeles Galaxy     |
| MED  | Diego Valeri            | Portland Timbers       |
| MED  | Thierry Henry           | New York Red Bulls     |
| DEL  | Robbie Keane            | Los Angeles Galaxy     |
| DEL  | Bradley Wright-Phillips | New York Red Bulls     |
| DEL  | Obafemi Martins         | Seattle Sounders FC    |

## Juego de las estrellas

### Juego de las Estrellas 2014
El Juego de las Estrellas 2014 fue la 19.ª edición del Juego de las Estrellas de la MLS que se llevó a cabo el 6 de agosto de 2014 entre el Equipo de las Estrellas y el Bayern Múnich de Alemania, en un partido de carácter amistoso que se realizó en el Providence Park en Portland, Oregón. El equipo de las Estrellas de la MLS se quedaron con la victoria por 2-1 al cuadro alemán. Anotaron para las estrellas de la MLS: Bradley Wright-Phillips al minuto 51, Landon Donovan a los 70 minutos; el único gol marcado por el Bayern Múnich fue obra del polaco Robert Lewandowski a los 8 minutos del primer tiempo. Landon Donovan fue nombrado como el jugador más valioso del juego de las estrellas.